# Adaprolol
Adaprolol es un betabloqueador.